# Atletica leggera ai Giochi della I Olimpiade
Le gare di atletica leggera ai giochi della I Olimpiade di Atene del 1896 si tennero durante le prime Olimpiadi moderne, che si svolsero dal 6 al 10 aprile 1896 (secondo il calendario giuliano, in uso in Grecia, la data d'inizio fu il 25 marzo e quella finale il 29).
- 12 titoli in palio
- Durata del programma: dal 6 al 10 aprile 1896.
- Numero di atleti partecipanti: 63 (tutti uomini)[2].
- Sede delle gare: Stadio Panathinaiko di Atene dotato di una pista di 333,33 metri con fondo in cenere e 7 corsie sul rettilineo. L'impianto è la ricostruzione dell'originario Stadio di Licurgo, edificato nel 330 a.C.
- Si gira la pista in senso orario.
- I tempi sono ufficializzati al quinto di secondo. Sarà così fino al 1928.
- Nessuna migliore prestazione mondiale, né assoluta, né dell'anno[3], anche perché le gare si disputano ad inizio di stagione.

## Partecipazione

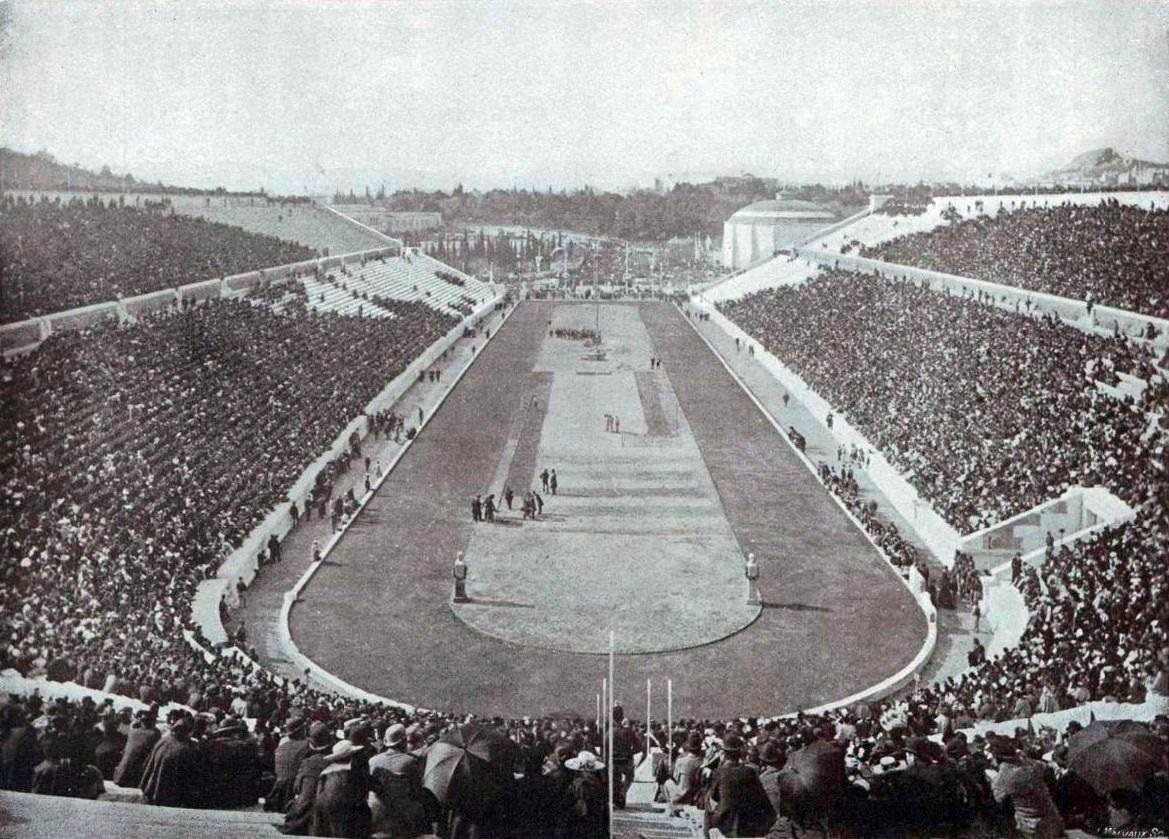
Veduta dello Stadio Panathinaiko di Atene, sede dei Giochi.

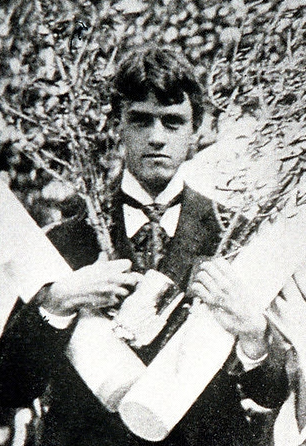
Lo statunitense Tom Burke (Università di Boston) mostra i due attestati e le due corone d'ulivo ricevuti per le sue vittorie ad Atene.

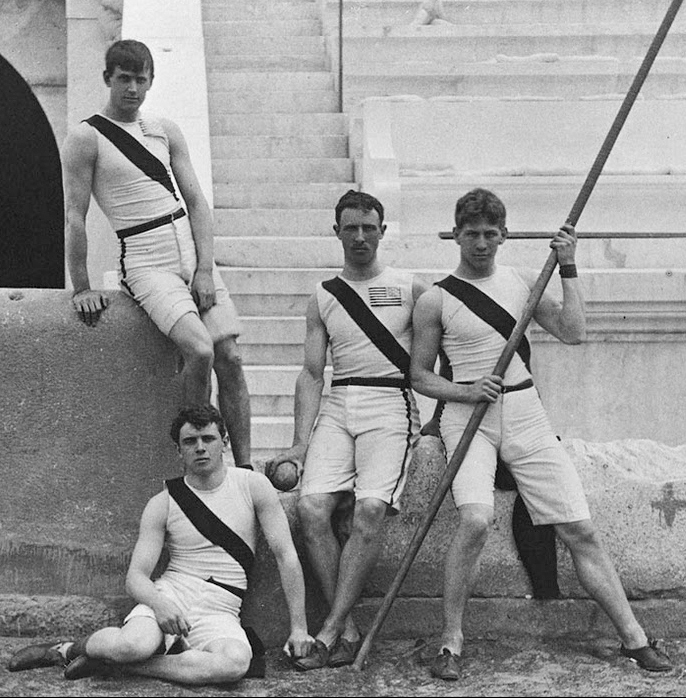
I quattro atleti dell'Università di Princeton in posa con la divisa ufficiale. Da sinistra: Frank Lane (in piedi), Herbert Jamison (seduto), Bob Garrett (al centro) e Albert Tyler (a destra).

Sono ammessi ai Giochi solo gli atleti dilettanti. Questo principio rimarrà praticamente immutato fino a Barcellona 1992. Cambierà invece più volte il concetto di dilettantismo. Ad Atene fa fede la formulazione adottata nel 1894, secondo la quale è dilettante (amateur, sia in francese che in inglese) chi non ha mai gareggiato per denaro, né guadagna soldi vendendo i suoi premi, non incassa percentuali sui biglietti, né partecipa a competizioni sulle quali si scommette, non gareggia in gare aperte ai professionisti e non è professionista in un'altra disciplina. Il primo cambiamento avverrà a Stoccolma 1912.
La partecipazione ai Giochi è libera. Ad Atene gli atleti gareggiano a titolo individuale, scendendo in campo con le maglie dei propri club o delle università di appartenenza (sarà così fino ai Giochi del 1904 compresi). Il medagliere per nazioni, quindi, non è che una curiosità per noi contemporanei. Inoltre ad Atene non vennero premiati i primi tre classificati, bensì i primi due: il vincitore con una medaglia d'argento, una corona d'ulivo e un attestato, il secondo con una medaglia di rame e un ramo d'alloro. Il CIO assegnerà retroattivamente i premi per i terzi classificati.
Solo l'università statunitense di Princeton e la Boston Athletic Association portarono in Grecia una propria rappresentativa. Parteciparono, tra gli americani, anche due atleti dell'Università Harvard: Ellery Clark e James Connolly. Il primo ottenne un'aspettativa in ragione dei voti elevati; Connolly si autosospese e pagò da sé le spese di viaggio e alloggio.
Quasi tutti i migliori atleti statunitensi ignorarono i Giochi di Atene. Tra chi invece era presente ad Atene, i due migliori erano Tom Burke e James Connolly, che partecipavano ai meeting di livello nazionale. Gli altri erano atleti di seconda fascia. Nonostante ciò, gli statunitensi vinsero nove delle undici gare cui parteciparono. Ciò dipese anche dal fatto che le altre nazioni più forti negli sport atletici (Irlanda, Finlandia, Norvegia e Canada) disertarono i Giochi, mentre gli atleti inglesi non mostrarono grande interesse. I concorrenti più temibili risultarono quindi i greci, che ottennero una vittoria e tre secondi posti. In effetti, gli statunitensi e i greci totalizzarono il maggior numero di iscritti: le due nazionalità costituivano i due terzi del totale dei concorrenti. Molte gare si risolsero in un confronto tra gli atleti delle due nazioni (ad esempio nel salto con l'asta parteciparono solo statunitensi e greci), dove i greci ebbero quasi sempre il ruolo degli sconfitti.
È interessante notare il fatto che tutti i sette vincitori di medaglie d'oro nelle gare su pista si iscrissero a più prove, in puro spirito dilettantistico:
- Thomas Curtis (Boston Athletic Association) gareggiò sui 110 metri ostacoli come prima gara e sui 100 metri piani come seconda (un oro nella prima);
- Tom Burke (Università di Boston), l'unico campione nazionale USA presente ai Giochi, partecipò ai 400 metri piani come prima gara ed ai 100 metri come seconda (due ori).
- Ellery Clark, dedito alle prove multiple (che all'epoca esistevano solo negli Stati Uniti e si chiamavano All around), gareggiò nel salto in lungo, nel salto in alto e nel getto del peso (oro nelle prime due).
- Bill Hoyt (Boston A. A.) partecipò al salto con l'asta come prima gara ed ai 110 metri ostacoli come seconda (oro nella prima);
- James Connolly gareggiò nel salto triplo come prima gara, poi nell'alto e nel lungo (rispettivamente, primo, secondo e terzo);
- Bob Garrett (Università di Princeton), lanciatore, gareggiò nel getto del peso come prima gara, poi nel lancio del disco (novità assoluta di Atene 1896) e s'iscrisse anche nel salto in alto e nel salto in lungo (rispettivamente, due ori e due argenti).
- L'atleta più eclettico risultò l'australiano Edwin Flack (London Athletic Club). Corse gli 800 (6 e 9 aprile) e i 1500 metri (7 aprile) vincendo entrambi e affrontò la maratona (10 aprile). Si iscrisse anche al torneo di tennis. Al primo turno del singolare fu sconfitto (8 aprile), invece nel doppio arrivò in semifinale (9 aprile)[7].

Tra gli atleti non vincenti, i Giochi di Atene possono annoverare solo altri due specialisti: il francese Albin Lermusiaux (terzo nei 1500) e lo statunitense Albert Tyler (Princeton, secondo nell'asta).

## Il punto tecnico

### Cronometraggio
Il cronometraggio è manuale al quinto di secondo; rimarrà così fino ai Giochi di Amsterdam (1928) compresi. I cronometristi, posizionati come oggi all'arrivo, avviano i cronometri appena vedono la fiammata dello sparo dello starter. Nelle batterie vengono ufficializzati solo i tempi dei qualificati; nelle finali è ufficializzato solo il tempo del vincitore.
Non esiste ancora il concetto di giuria internazionale, dato che non esistono manifestazioni internazionali. Si ritiene normale che i giudici siano del paese ospitante. Questa consuetudine perdurerà fino a Londra 1908.

### La pista

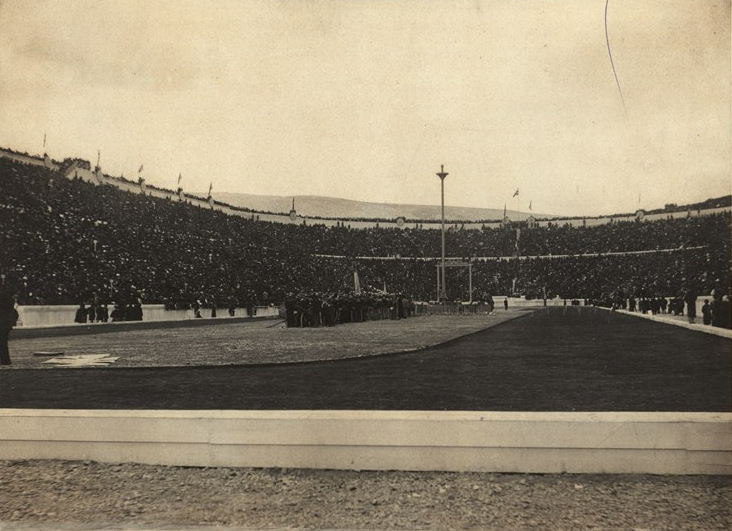
Foto ad altezza d'uomo della pista. Il colore nero è dato dalla cenere.

La pista dello stadio è stata progettata da Charles Perry. L'esperto inglese realizzerà anche la pista per gli stadi olimpici di Londra 1908 e Stoccolma 1912. La superficie è composta da un soffice strato di cenere che, da una parte facilita la corsa degli atleti, ma dall'altra può rendere la pista molto lenta in caso di pioggia.
Perry ha disegnato delle curve molto strette: non più di 15 metri di raggio, mentre i rettilinei sono stimati intorno ai 150 metri. Questo particolare danneggia soprattutto le gare dove gli atleti devono percorrere più di un giro.
Le corsie sono delimitate da cordicelle rette da picchetti di ferro, come si vede nelle foto dell'epoca. L'altezza da terra delle cordicelle è di 30 cm, mentre i picchetti sono posti a circa 20 metri l'uno dall'altro. Le cordicelle rimarranno in uso fino alle Olimpiadi del 1908 comprese. Solo nei 110 metri ostacoli le corsie sono libere: l'ostacolo che l'atleta deve valicare rappresenta infatti un inevitabile punto di riferimento.

### Regolamenti di gara e stili di gara
I regolamenti di gara utilizzati ad Atene non sono uniformi: per le corse si usa quello francese, per i concorsi si adotta quello britannico, tranne che nel salto triplo, dove lo stile è libero. Lo stile irlandese (i primi due appoggi sulla stessa gamba ed il terzo sull'altra) verrà codificato a Londra 1908.
Corse
Le false partenze possono essere illimitate; l'atleta che commette l'infrazione viene penalizzato con un indietreggiamento a discrezione dello starter, che ha anche il potere di squalificarlo in caso di ripetizione dell'irregolarità. È già in uso da qualche anno dare la partenza con un colpo di pistola. È consuetudine che lo starter si posizioni dietro i partenti (poi cadrà in disuso).
Non esistono ancora i blocchi di partenza; saranno introdotti nel 1927 e verranno adottati alle Olimpiadi solo a partire dal 1948. Gli atleti possono scegliere liberamente lo stile di partenza; tutti, tranne gli statunitensi, partono in piedi o leggermente piegati in avanti.
Gli ostacoli a forma di L che, se toccati, cadono in avanti, non sono ancora stati inventati. Gli ostacoli sono saldamente fissati al terreno. I concorrenti devono quindi stare attenti ad evitare l'impatto con la barriera poiché correrebbero il pericolo di cadere.
Concorsi
Nei lanci e nei salti in estensione i giudici non possono comunicare agli atleti la loro misura. Quindi un concorrente non può sapere qual è la sua posizione durante la competizione. Alla fine della gara i giudici annunciano chi è il vincitore. Solo negli USA, invece, è invalso l'uso di comunicare agli atleti la misura durante la gara.
Gli organizzatori greci fanno rivivere il lancio del disco, disciplina che appartiene alla loro storia. Non si sa però come gli antichi lo lanciassero. Dall'esame delle opere d'arte dell'antichità si conclude che il corpo dovesse rimanere fermo: il lancio si effettuava cioè senza rotazione, con la semplice torsione del busto (movimento “a onda”). Il regolamento della gara prevede l'utilizzo di un disco di forma lenticolare in legno con nucleo centrale di piombo e orlo esterno di ferro del peso di kg 1,923. La pedana di lancio è un piedistallo quadrato di 2,50 metri di lato.
Tra le gare che i greci recuperano dal loro illustre passato manca sorprendentemente il lancio del giavellotto, che ad Olimpia compariva nel programma del Pentathlon.
Gli organizzatori hanno deciso che tutte le finali si disputino lo stesso giorno, venerdì 10 aprile. Per cui il programma dell'ultima giornata è serrato. Alcuni atleti che si sono qualificati per più di un evento devono quindi rinunciare ad una o più finali.

## Nazionalità degli atleti partecipanti
Un totale di 64 atleti, provenienti da 10 nazioni, gareggiarono alle Olimpiadi di Atene nell'atletica leggera:
- Australia (1)
- Cile (1)
- Danimarca (3)
- Francia (6)
- Germania (5)
- Gran Bretagna (6)
- Grecia (29)
- Stati Uniti (10)
- Svezia (2)
- Ungheria (3)

## Risultati delle gare
| Specialità | Oro            | Risultato | Argento                    | Risultato | Bronzo                                    | Risultato     | Dettagli            |
| --- | -------------- | --------- | -------------------------- | --------- | ----------------------------------------- | ------------- | ------------------- |
| 100 m | Tom Burke      | 12"0      | Fritz Hofmann              | 12"2      | Alajos Szokoly Frank Lane                 | 12"6          | Classifica completa |
| 400 m | Tom Burke      | 54"2      | Herbert Jamison            | 55"2      | Charles Gmelin                            | 55"6          | Classifica completa |
| 800 m | Edwin Flack    | 2'11"0    | Nándor Dáni                | 2'11"8    | Dīmītrios Golemīs                         | 2'28"0        | Classifica completa |
| 1 500 m | Edwin Flack    | 4'33"2    | Arthur Blake               | 4'34"0    | Albin Lermusiaux                          | 4'36"0        | Classifica completa |
| 110 m ostacoli | Thomas Curtis  | 17"6      | Grantley Goulding          | 17"7      | Non assegnata                             | Non assegnata | Classifica completa |
| Maratona | Spyridōn Louīs | 2h58'50"  | Charilaos Vasilakos        | 3h06'03"  | Gyula Kellner                             | 3h06'35"      | Classifica completa |
| Salto in alto | Ellery Clark   | 1,81 m    | Bob Garrett James Connolly | 1,65 m    | Non assegnata                             | Non assegnata | Classifica completa |
| Salto con l'asta | Bill Hoyt      | 3,30 m    | Albert Tyler               | 3,20 m    | Evangelos Damaskos Ioannis Theodoropoulos | 2,60 m        | Classifica completa |
| Salto in lungo | Ellery Clark   | 6,35 m    | Bob Garrett                | 6,18 m    | James Connolly                            | 6,11 m        | Classifica completa |
| Salto triplo | James Connolly | 13,71 m   | Alexandre Tuffère          | 12,70 m   | Ioannis Persakis                          | 12,52 m       | Classifica completa |
| Getto del peso | Bob Garrett    | 11,22 m   | Miltiadīs Gouskos          | 11,03 m   | Georgios Papasideris                      | 10,36 m       | Classifica completa |
| Lancio del disco | Bob Garrett    | 29,15 m   | Panagiōtīs Paraskeuopoulos | 28,95 m   | Sotirios Versis                           | 27,78 m       | Classifica completa |
| record mondiale; record olimpico; record mondiale stagionale; record africano; record asiatico; record europeo; record nord-centroamericano e caraibico; record sudamericano; record oceaniano; record nazionale; record personale; record personale stagionale. |                |           |                            |           |                                           |               |                     |

## Medagliere per disciplina
| Posizione | Paese                 | Oro | Argento | Bronzo | Totale |
| --------- | --------------------- | --- | ------- | ------ | ------ |
| 1         | Stati Uniti d'America | 9   | 6       | 2      | 17     |
| 2         | Australia             | 2   | 0       | 0      | 2      |
| 3         | Grecia                | 1   | 3       | 6      | 10     |
| 4         | Ungheria              | 0   | 1       | 2      | 3      |
| 5         | Francia               | 0   | 1       | 1      | 2      |
| 5         | Regno Unito           | 0   | 1       | 1      | 2      |
| 7         | Germania              | 0   | 1       | 0      | 1      |
| Totale    | Totale                | 12  | 13      | 12     | 37     |